# Nguyễn Khang
Nguyễn Khang (1919-1976) là một cựu chính trị gia Việt Nam. Ông từng là Thường vụ Xứ ủy Bắc Kỳ Đảng Cộng sản Đông Dương năm 1945, người đầu tiên quyết định và trực tiếp lãnh đạo thành công cuộc Tổng khởi nghĩa Hà Nội trong Cách mạng tháng Tám, Ủy viên dự khuyết Ban Chấp hành Trung ương Đảng Cộng sản Việt Nam khóa II, Ủy viên Ban Chấp hành Trung ương Đảng Cộng sản Việt Nam khóa III, Bí thư Thành ủy Hà Nội, Bộ trưởng Văn phòng Thủ tướng phủ, Đại sứ Việt Nam Dân chủ Cộng hòa tại Trung Quốc, Chánh Văn phòng Trung ương Đảng Cộng sản Việt Nam.

## Thân thế vào bắt đầu hoạt động cách mạng
Ông sinh năm 1919 trong một gia đình nghèo tại thôn Nguyên Kinh, tổng Cao Mại, phủ Kiến Xương (nay thuộc xã Minh Hưng, huyện Kiến Xương), tỉnh Thái Bình.
Do gia cảnh nghèo túng, ông từ nhỏ đã bắt đầu đi làm kiếm sống. Năm 16 tuổi, ông rời gia đình đi làm nghề in ấn ở phủ lị. Nơi ông làm thuê chính là một cơ sở ấn loát của Xứ ủy Bắc Kỳ tại Thái Bình, vì vậy, ông sớm có sự tiếp xúc và tuyên truyền từ những người Cộng sản, bắt đầu hoạt động.
Năm 1939, ông chuyển lên Hà Nội hoạt động từ năm 1939, phụ trách Đoàn Thanh niên Phản đế liên tỉnh, tham gia Thường vụ Thành ủy Hà Nội.
Năm 1941, ông bị chính quyền thực dân Pháp bắt và đày đi Sơn La. Năm 1944, ông vượt ngục, trở về Hà Nội, tham gia Thường vụ Xứ ủy Bắc Kỳ. Từ tháng 2 năm 1945, ông kiêm Bí thư Thành ủy Hà Nội, phụ trách khu an toàn của Đảng trong vùng Hà Nội - Hà Đông - Sơn Tây. Ông còn làm biên tập báo Cứu quốc, phụ trách báo Hồn nước.

## Giành chính quyền và Kháng chiến chống Pháp
Đầu tháng 8 năm 1945, ông dẫn đầu một đoàn Việt Minh trong đó có ông Trần Đình Long làm cố vấn, đã đến tiếp xúc với khâm sai Bắc Bộ của chính phủ Trần Trọng Kim là ông Phan Kế Toại, để yêu cầu giao chính quyền lại cho Việt Minh. Ngày 18 tháng 8, ông với vai trò là Chủ tịch Ủy ban Khởi nghĩa và ông Trần Tử Bình, Ủy viên Thường vụ Xứ ủy phụ trách quân sự, đã quyết định khởi nghĩa giành chính quyền ở Hà Nội. Ngày 19 tháng 8, Nguyễn Khang và Trần Tử Bình lãnh đạo dân chúng kéo đến Phủ Khâm sai ở 12 phố Ngô Quyền (Hà Nội). Sau đó, Nguyễn Khang và Trần Tử Bình đã dùng điện thoại trong Phủ Khâm sai ra lệnh cho chính quyền nhà Nguyễn ở các cấp địa phương tại Bắc Bộ: "Phải trao quyền ngay cho Việt Minh".
Đêm 19 rạng sáng 20 tháng 9 năm 1945, Xứ ủy Bắc Kỳ quyết định thành lập chính quyền cách mạng lâm thời ở Bắc Bộ tức là Ủy ban nhân dân Cách mạng Bắc Bộ, đóng trụ sở ở Phủ Khâm sai (tức Bắc Bộ phủ) và cử Nguyễn Khang làm Chủ tịch Ủy ban này.
Năm 1948, Chủ tịch Hồ Chí Minh ra sắc lệnh số 175 ngày 14 tháng 4, cử ông làm Chủ tịch Ủy ban kháng chiến hành chính Liên khu I, kiêm Bí thư Liên khu.
Ông được bầu là Ủy viên dự khuyết Ban Chấp hành Trung ương Đảng tại Đại hội II của Đảng Cộng sản Việt Nam năm 1951.
Trong chiến dịch giải phóng Thượng Lào năm 1953 ông được Tổng quân ủy cử tham gia Bộ chỉ huy chiến dịch.

## Từ nhà ngoại giao đến chính khách
Các năm 1957-1959, Nguyễn Khang được cử làm Đại sứ Việt Nam Dân chủ Cộng hòa tại Trung Quốc kiêm nhiệm Đại sứ tại Mông Cổ. Lúc đó, Việt Nam Dân chủ Cộng hòa thiết lập quan hệ ngoại giao với một số ít nước trên thế giới, mà quan hệ với Liên Xô và Trung Quốc là quan trọng nhất nên đảm nhận cương vị đại sứ thường là các Ủy viên Ban Chấp hành Trung ương Đảng Cộng sản Việt Nam. Năm 1959, Thiếu tướng Trần Tử Bình sang làm đại sứ thay ông.
Ông được bầu làm Ủy viên Ban Chấp hành Trung ương Đảng Cộng sản Việt Nam tại Đại hội Đảng Cộng sản Việt Nam III và được bổ nhiệm làm Bộ trưởng Chủ nhiệm Văn phòng Phủ Thủ tướng (5.1959 - 4.1965) kiêm Trưởng ban Việt kiều Trung ương và sau đó là Chánh Văn phòng Trung ương Đảng cho đến khi qua đời năm 1976.

## Gia đình
Vợ ông là bà Tạ Thị Thọ, nguyên chiến sĩ thành Hoàng Diệu.

## Vinh danh
Ông được Nhà nước truy tặng Huân chương Hồ Chí Minh cho những đóng góp cho sự nghiệp cách mạng.
Năm 2009 ông được Nhà nước Cộng hòa Dân chủ Nhân dân Lào truy tặng Huân chương Tự do hạng nhất
Tên ông được Hội đồng nhân dân thành phố Hà Nội đặt cho một đường phố thuộc quận Cầu Giấy, chạy dọc theo bờ sông Tô Lịch, song song với đường Láng .